# Pettine (isola)
Pettine o Greben (in croato: Greben) è uno scoglio disabitato dell'arcipelago di Lissa che si trova nel mare Adriatico e appartiene alla Croazia. Amministrativamente fa parte del comune della città di Lissa, nella regione spalatino-dalmata.

## Geografia
Pettine è un piccolo isolotto lungo e sottile, parallelo alla costa orientale di Lissa a circa 1 km di distanza, situato a sud-est delle valli Figher Grande e Figher Piccola o valli Smocova (uvala Vela e Mala Smokova). Ha una lunghezza di circa 630 m con un'area di 0,0516 m² e la costa lunga 1,48 km. È il più orientale dell'arcipelago.

### Scogli e secche adiacenti
- Scoglio Ploriza[5] o secca Ploaza[6] (hrid Pločica), scoglio situato 1,5 km[8] a nord, tra le due insenature Figher, a nord-est di Lissa e 900 m[8] a sud-est di punta Promontore[10][11] (rt Stončica) dove c'è un faro[12]. Lo scoglio ha un'area di 2.759 m²[7] 43°03′56″N 16°15′35″E.
- Scoglio Puppa[13], Poppak[4][5] o Pupak[6] (hrid Pupak), situato circa 190 m[8] a sud di Pettine, ha un'area di 522 m²[7] 43°02′46″N 16°15′48″E.
- Secca Sica[6] (hrid Zuberka) circa 260 m[8] a sud dello scoglio Puppa; ha un'area di 223 m²[7] 43°02′36″N 16°15′47″E.
- Isolotti Lingua (Veli e Mali Paržanj), a sud-sud-ovest.

### Cartografia
- (HR) Mappa topografica della Croazia 1:25000, su preglednik.arkod.hr. URL consultato il 1º novembre 2017.
- G. Giani, Carta prospettiva delle Comuni censuarie della Dalmazia, foglio 8, 1839. Fondo Miscellanea cartografica catastale, Archivio di Stato di Trieste.